# 薔薇十字社
薔薇十字社（ばらじゅうじしゃ）は、日本に存在した出版社。編集顧問に澁澤龍彦たちがいた。

## 概要
天声出版の雑誌『血と薔薇』の廃刊後、1969年、天声出版出身の内藤三津子が澁澤龍彦、堀内誠一、種村季弘たちの協力のもとに創業。『血と薔薇』で中途半端に終ってしまった企画や連載を引き継ぐ形で書籍として刊行した。島崎博・三島瑤子共編『定本三島由紀夫書誌』（1972年）の校正を担当していたのが、後の芥川賞作家黒田夏子であった。
1972年、芳賀書店や都市出版社に在籍していた矢牧一宏が薔薇十字社に合流。1973年に薔薇十字社が6000万円の負債を抱えて倒産した後、内藤と矢牧は福田博人と共に出帆社を設立した。後に福田はセルフ出版へ移り、同社の新社名を「白夜書房」と命名する。

## 森茉莉事件
薔薇十字社からジィップ『マドゥモァゼル・ルウルウ』の訳書を出していた森茉莉は、薔薇十字社倒産後、『週刊新潮』連載の「ドッキリチャンネル」で「薔薇十字社に380万円の印税を踏み倒された」旨を主張。これは森による一方的な勘違いであり、森茉莉の実際の印税は十数万円に過ぎなかったと内藤は反論している。森茉莉は「ドッキリチャンネル」で、内藤三津子が松山俊太郎と駆け落ち旅行したという事実無根の記載をおこなったこともあり、これに対して内藤は『週刊新潮』に抗議したが訂正を拒否された。